# De Vriendschap (Weesp)

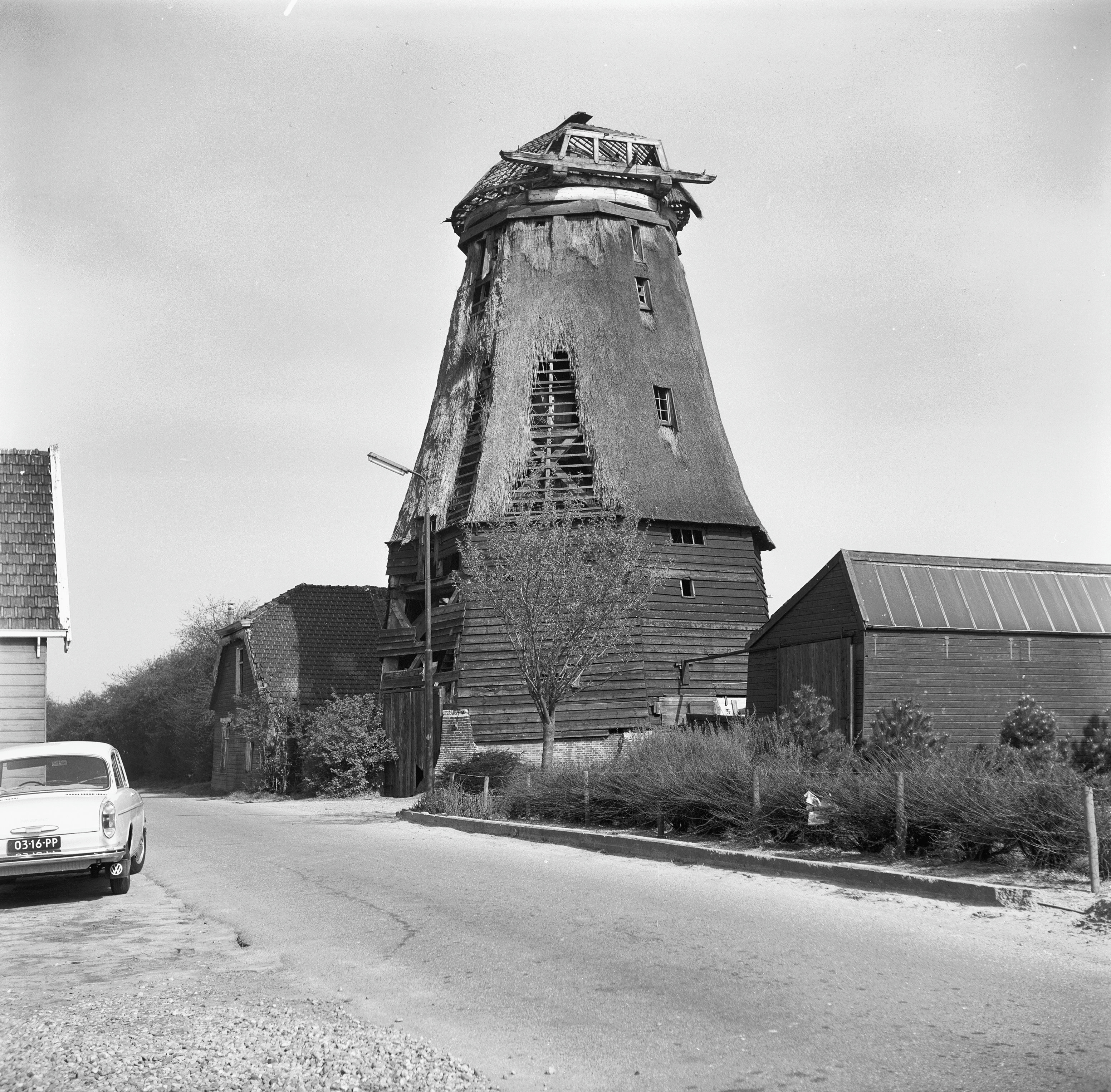
De molen in april 1971

De Vriendschap is een in 1900 gebouwde windmolen op de plaats van de in 1899 afgebrande molen en staat aan de Utrechtseweg 11a aan de Utrechtse Vecht in Weesp.

## Beschrijving
De molen is een achtkante korenmolen van het type stellingmolen met een grenen, onderbouw en een houten, rietgedekte bovenbouw. Er zijn 4 koppel maalstenen met regulateurs. 1 koppel bestaat uit 16der (doorsnede 140 cm) kunststenen, 1 koppel 17der (doorsnede 150 cm) blauwe stenen en 2 koppels 17der kunststenen. 3 Koppels zijn maalvaardig en worden gebruikt al naargelang de behoefte.
Het gevlucht heeft Fauël fokwieken met remkleppen. De gelaste stalen roeden zijn gemaakt in 1976 door de fabrikant Derckx te Beegden. De buitenroede heeft het nummer 193 en is 24,80 m lang. De binnenroede met nummer 194 is 10 cm korter.
Het kruiwerk voor het op de wind kruien van het gevlucht bestaat uit houten rollen.
De gietijzeren bovenas is uit 1874 van de fabrikant L.I. Enthoven & Co. te 's Hage met nummer 600.
De molen wordt gevangen (geremd) met een Vlaamse vang bestaande uit vijf blokken. De vangbalk ligt op een duim en wordt bediend zowel met een wipstok als een trekvang.
Het maalgoed wordt opgeluid (opgehesen) met een sleepluiwerk.

### Overbrengingen
- De overbrengingsverhouding is 1 : 7,9.
- Het bovenwiel heeft 52 kammen en het bovenrondsel heeft 29 staven. De koningsspil draait hierdoor 1,79 keer sneller dan de bovenas. De steek, de afstand tussen de staven, is 17 cm.
- Het spoorwiel heeft 163 kammen en de vier steenrondsels elk 37 staven. De steenrondsels draaien hierdoor 4,41 keer sneller dan de koningsspil en 7,9 keer sneller dan de bovenas. De steek is 7 cm.

## Geschiedenis
Op de plaats van De Vriendschap werd in 1694 door vier molenaars en brandewijnbranders de molen Het Bosch 1693 gebouwd. De moutmolen had als functie de bier- en jeneverindustrie van Weesp te voorzien. In 1813 veranderde de naam in Het Anker en in 1817, als gevolg van een molenruil in Weesp, in De Vriendschap. De molen was toen in gebruik als korenmolen. Op 23 september 1899 brandt de oude molen af als gevolg van blikseminslag.
Op de fundering wordt in 1900 een andere molen gebouwd. Deze nieuwe molen is tweedehands, niet met volledige zekerheid is te zeggen dat dit toen al de 200 jaar oude molen De Eendracht was afkomstig uit Amsterdam. De naam De Vriendschap blijft in gebruik. In 1860 koopt molenaar Wouterus van den Akker, destijds molenaar op molen ‘t Haantje, de molen. De familie blijft tachtig jaar eigenaar, maar op 31 december 1940 wordt De Vriendschap verkocht aan C. Otten, van Otten’s Oliefabrieken in Weesperkarspel. Na de oorlog raakt de molen in verval.
In 1974 wordt de gemeente Weesp eigenaar en de molen is in 1975/1976 gerestaureerd. In de winter van 2010 en 2011 is de molen opnieuw gerestaureerd.
De molen aan de Utrechtseweg is bij voldoende wind nog steeds als korenmolen in gebruik. Hier wordt op ambachtelijke wijze diverse granen verwerkt tot meel, vlokken en mixen. De Vriendschap is iedere zaterdag open.